# Franciszek Mazur

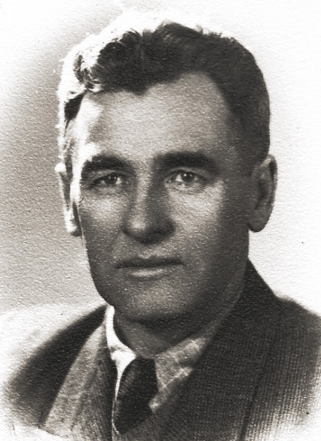
Franciszek Mazur

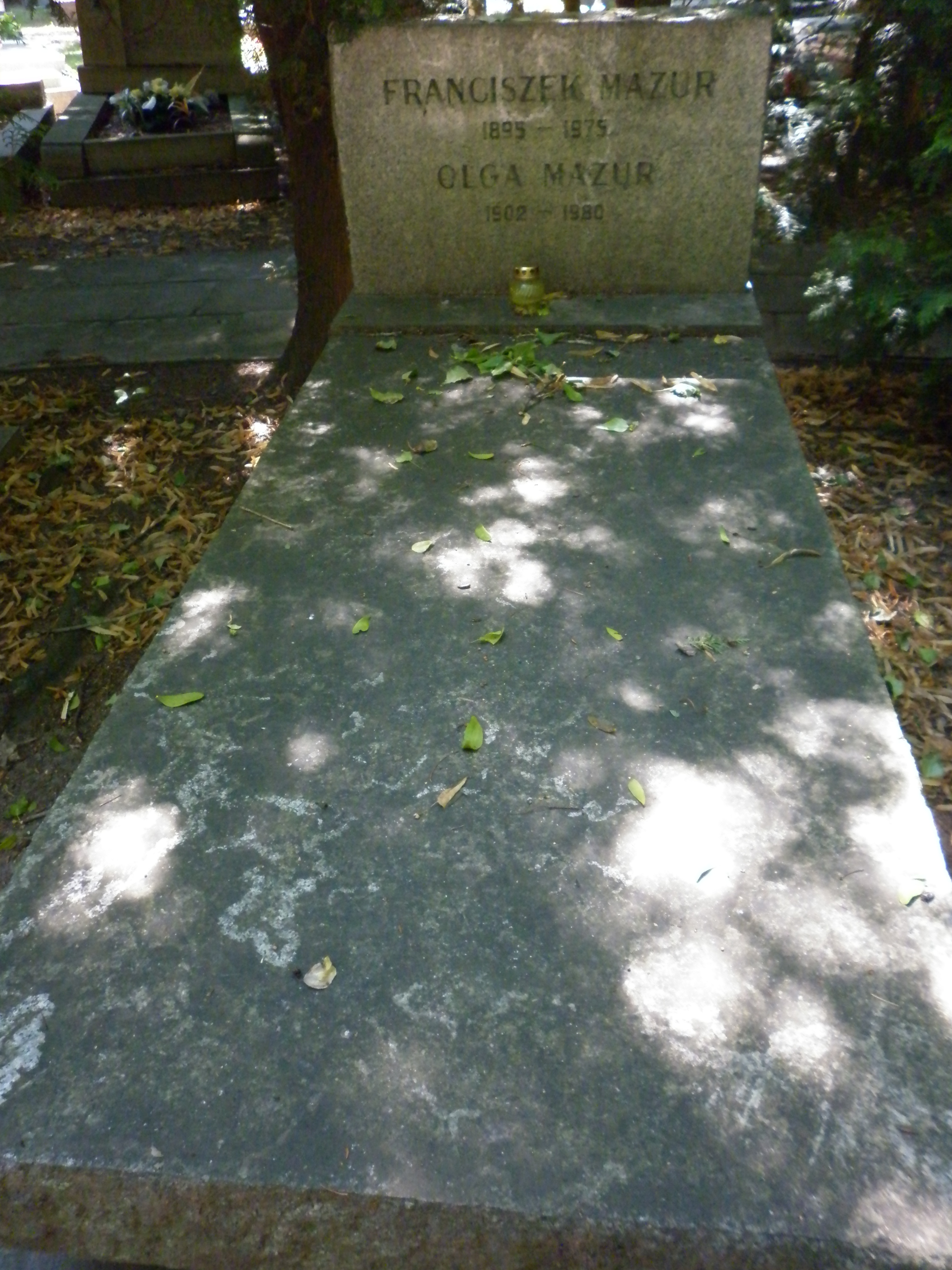
Grabstätte auf dem Warschauer Powązki-Militärfriedhof

Franciszek Andrzej Mazur (* 1. August 1895 in Wolkowce, Gouvernement Podolien, Russisches Kaiserreich; † 7. März 1975 in Warschau) war ein Politiker der Polnischen Vereinigten Arbeiterpartei PZPR (Polska Zjednoczona Partia Robotnicza) in der Volksrepublik Polen, der unter anderem von 1957 bis 1965 Botschafter der Volksrepublik Polen in der Tschechoslowakei war.

## Leben
Franciszek Andrzej Mazur wurde während des Ersten Weltkrieges 1915 zum Kriegsdienst in der Schwarzmeerflotte der Kaiserlich Russischen Marine einberufen und schloss sich während des Dienst 1917 in Sewastopol der damaligen Polnischen Sozialsitschen Partei – Linke PPS–L (Polska Partia Socjalistyczna – Lewica) an. Er war nach der Oktoberrevolution in Russland und arbeitete im Russischen Bürgerkrieg mit den Bolschewiki zusammen. Im Juni 1919 trat er als Mitglied in die Kommunistische Partei Russlands (Bolschewiki) ein, die 1925 in Kommunistische Allunions-Partei (Bolschewiki) (WKP(B)) umbenannt wurde. 1930 kehrte er nach Polen zurück und engagierte sich in der Folgezeit als Mitglied der Kommunistischen Partei Polens KPP (Komunistyczna Partia Polski). In den Jahren zwischen 1930 und 1938 war er Mitglied des Zentralkomitees (ZK) der KPP und leitete die Arbeit der Kommunistischen Partei der Westukraine mit. Wegen revolutionärer Aktivitäten wurde er festgenommen und zu einer Freiheitsstrafe von sechs Jahren verurteilt, die er in Gefängnissen in Lwów, Rawicz, Wronki und Koronowo verbüßte. Nach seiner Haftentlassung wurde er von den Behörden der Sanacja, des autoritären Regimes in der Zweiten Polnischen Republik unter Józef Piłsudski und Edward Rydz-Śmigły zwischen 1926 und 1939, unterdrückt, woraufhin er zunächst in die Tschechoslowakei und daraufhin nach Frankreich auswanderte. Während des Zweiten Weltkrieges lebte er wieder in der Sowjetunion und kehrte erst nach dem Krieg nach Polen zurück.
Nach seiner Rückkehr wurde Mazur 1945 Mitglied der Polnischen Arbeiterpartei PPR (Polska Partia Robotnicza), die am 5. Januar 1942 im Untergrund in Warschau gegründet wurde, und gehörte zwischen 1945 und 1948 dem ZK der PPR als Mitglied an. In dieser Zeit war er zudem Kandidat des Politbüros, Mitglied des Sekretariats des ZK, Leiter der Organisationsabteilung des ZK sowie Mitglied des Organisationsbüros des ZK der PPR. Ferner wurde er am 26. April 1946 Mitglied des Nationalrates (Krajowa Rada Narodowa), dem er bis 1947 angehörte. Er wurde 1947 für die PPR auch Mitglied des Gesetzgebenden Sejm (Sejm Ustawodawczy) und gehörte diesem für den Wahlkreis 38 Legnica bis 1952 an. Er war in dieser Zeit zunächst Mitglied des Ausschusses für Wirtschaftsplanung und Haushalt, für Recht und Regulierung, für Finanzen und Haushalt und für Verfassungsangelegenheiten. Ferner war er Mitglied des Präsidiums der PPR-Fraktion und auch Mitglied der Sonderausschüsse für die Ausarbeitung des Gesetzentwurfs über das System der Obersten Behörden der Republik Polen sowie zur Prüfung des Entwurfs des Amnestiegesetzes. Nach Änderung der Sejmordnung am 2. Juli 1949 wurde er Mitglied der Ausschüsse für Recht und Ordnung sowie für Industrie. Auf dem I. (Gründungs-)Parteitag der Polnischen Vereinigten Arbeiterpartei PZPR (Polska Zjednoczona Partia Robotnicza) (15. bis 22. Dezember 1948) wurde er Mitglied des ZK der PZPR sowie Mitglied des Organisationsbüros des ZK. Er war ferner von 1950 bis 1954 Mitglied des Sekretariats des Organisationsbüros des ZK und Leiter der Organisationsabteilung des ZK. Am 20. November 1952 wurde er Mitglied des Sejm, dem er als Vertreter des Wahlkreises Nr. 44 Wrocław bis zum 20. November 1956 angehörte. Er war in dieser ersten Legislaturperiode vom 20. November 1952 bis zum 20. November 1956 stellvertretender Sejmmarschall und damit Vizepräsident des Parlaments sowie des Weiteren Mitglied des Ausschusses zur Prüfung von Änderungen des Wahlgesetzes.
Auf einem Plenum des ersten ZK wurde Franciszek Mazur 1952 Sekretär des ZK der PZPR und gehörte diesem Führungsgremium der Partei nach seiner Wiederwahl auf dem II. Parteitag (10. bis 17. März 1954) bis zum ZK-Plenum vom 21. Oktober 1956 an. Auf dem II. Parteitag wurde er zudem am 17. März 1954 auch zum Mitglied des Politbüros des ZK gewählt und auch diesem obersten Führungsgremium der PZPR gehörte er bis zum ZK-Plenum vom 21. Oktober 1956 an. Er war ferner zwischen dem 20. November 1952 und dem 20. Februar 1957 Stellvertretender Vorsitzender des Staatsrates (Rada Państwa), des kollektiven Staatsoberhaupts der Volksrepublik Polen. Während der Zeit des Polnischen Oktober 1956 gehörte er im Machtkampf innerhalb der PZPR neben Zenon Nowak, Franciszek Jóźwiak, Hilary Chełchowski, Aleksander Zawadzki, Władysław Kruczek, Władysław Dworakowski, Kazimierz Mijal, Wiktor Kłosiewicz, Bolesław Rumiński und Stanisław Łapot der einflussreichen Natolin-Faktion an. Auf Nowaks Initiative hatte sich vor Wochen diese sogenannte Natolin-Gruppe gebildet. Der Name stammt von einem Schlösschen außerhalb Warschaus, das einst Graf Stanisław Kostka Potocki gehörte. Nach dem Posener Aufstand hatten sich dort die Stalinisten der Partei zu einer Geheimkonferenz getroffen, auf der die Rückkehr zu „harten“ Methoden beschlossen wurde. Die Natolin-Gruppe bildete den stalinistischen Flügel im Zentralkomitee, und Zenon Nowak war es, der sich in der Vormittagssitzung des 19. Oktober 1956 der Ausbootung von Konstantin Konstantinowitsch Rokossowski aus dem Politbüro am heftigsten widersetzte.
Mazur wurde 1957 Nachfolger von Adam Cuber als Botschafter der Volksrepublik Polen in der Tschechoslowakei und verblieb auf diesem Posten bis 1965, woraufhin Włodzimierz Janiurek ihn ablöste. Er war zudem zwischen 1959 und 1964 auch Mitglied des Zentralen Revisionskommission der PZPR. Nach seinem Tode wurde er auf dem Warschauer Powązki-Militärfriedhof beigesetzt.

## Veröffentlichungen
- O Śląsku i Ślązakach, 1958

posthum
- Nie wołać mnie z powrotem, 1991